# 埃及陸龜
埃及陸龜（学名：Testudo kleinmanni），又名克萊馬尼陸龜，包括了納吉夫陸龜，是一種處於極危的龜。牠們雖然稱為埃及陸龜，但已從埃及滅絕，在全球滅絕只是時間的問題。

## 特徵

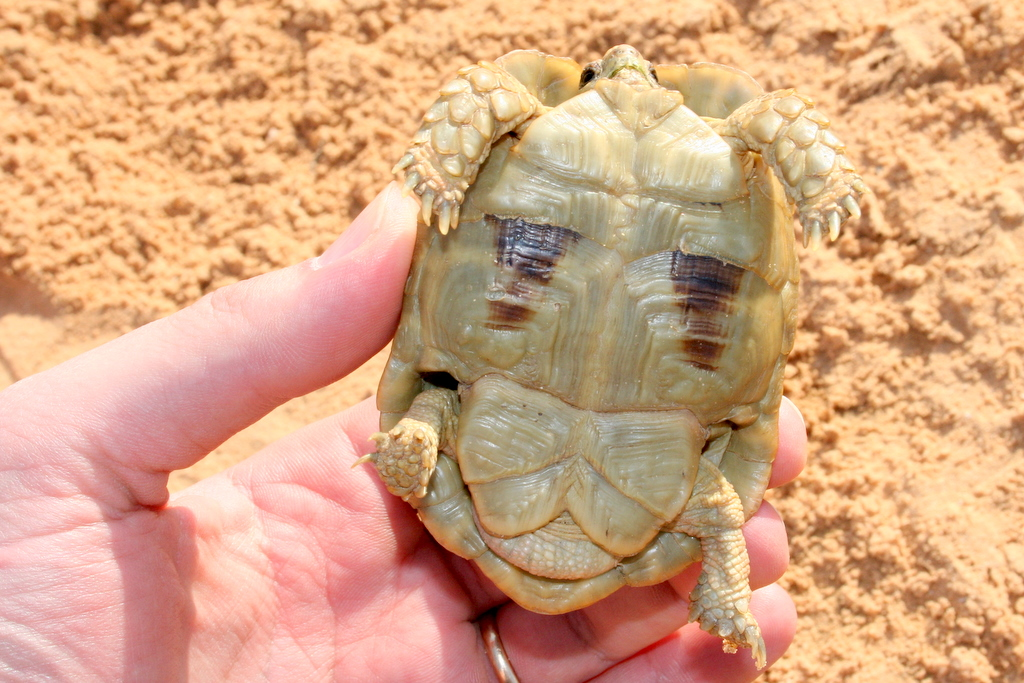
納吉夫陸龜的腹部。

埃及陸龜是北半球最細小的龜。雌龜較雄龜為大，雄龜較為幼長，尾巴也較長。
埃及陸龜的龜殼高拱，呈象牙色至淡金色至深褐色或沉黃色。這種顏色是格洛格尔律，可以幫助牠們控制陽光所造成的影響，較淡色的龜會留在沙漠中較長時間，且也是在沙漠中有效的偽裝。胸甲呈淺黃色，腹部每片龜板都有兩個深色三角形。牠們龜板上深色的側緣會隨年齡而消失。
埃及陸龜的頭部及四肢都呈淡象牙黃色至黃褐色。

## 分類

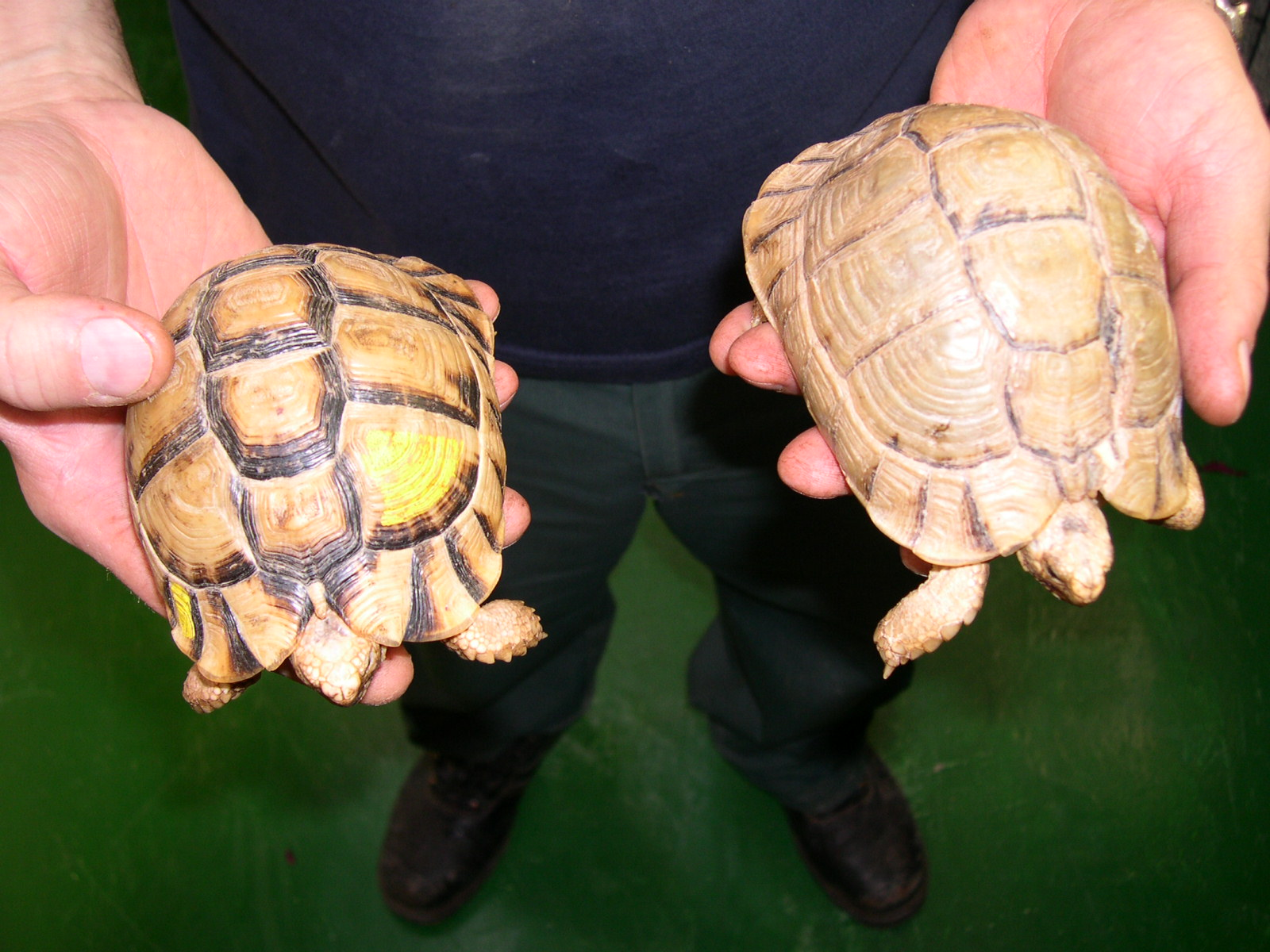
利比亞群落（左）與納吉夫陸龜（右）的背部比較。

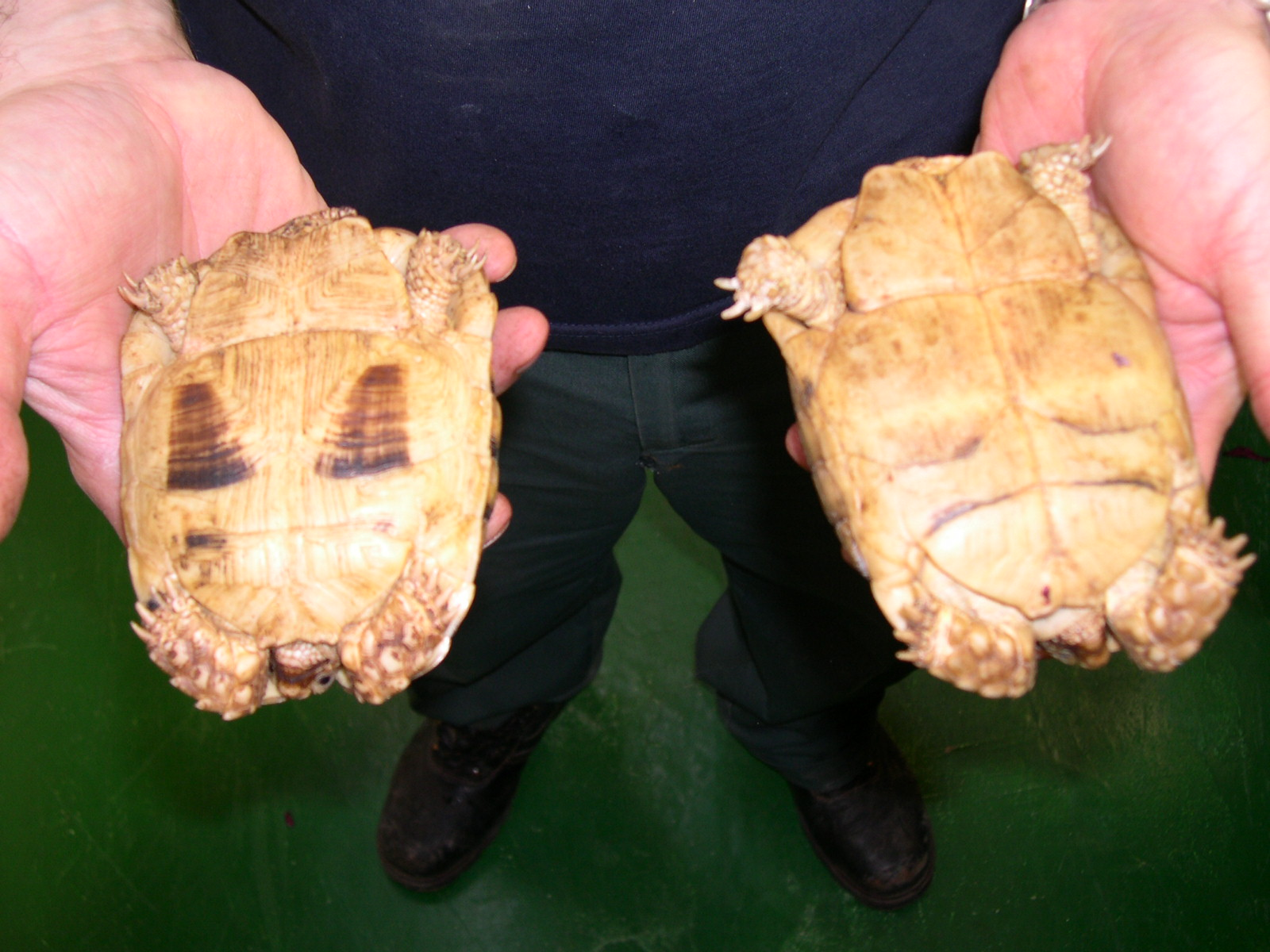
利比亞群落（左）與納吉夫陸龜（右）的腹部比較。

由於未確認的特徵，建議的亞屬Pseudotestudo並未有效。另有建議將埃及陸龜與緣翹陸龜組成Chersus屬，因牠們的共同祖先是希臘陸龜。前兩者的DNA序列近似，比與希臘陸龜更為相似。從生物地理學來看，這可能是由於分佈跨越地中海或是因趨同演化所致。
內蓋夫的亞群因分散而成為獨立的納吉夫陸龜。但是牠們並不獨特，與埃及陸龜在埃及滅絕的群落相符。納吉夫陸龜是局部地區適應的形態，而外表不同。牠們有可能是埃及陸龜的亞種。由於基因流已經停止，牠們的保育方法須有不同的處理。

## 棲息地及生態
埃及陸龜棲息在沙漠及半乾旱的環境，如砂石平原、岩石、沙質乾谷、乾旱林地及海岸沼澤。飼養下的埃及陸龜吃草、果實及蔬菜，但野外的食性則不明。
埃及陸龜在非常寒冷或非常熱的環境下並不活躍。在寒冷季節，牠們會在中午出外。在較溫暖的季節，牠們在早上及晚上會較活躍。在餘下的時間牠們會躲在草叢下或齧齒目的巢穴。

## 繁殖
埃及陸龜約於10-20歲就會達至性成熟。在野外，牠們會在3月交配；但在飼養下，牠們則會在4月至11月間交配。雄龜會撞及追著雌龜來示愛。牠們會像哀鴿般發出交配的叫聲。雌龜會在草叢下的淺坑中生蛋，每次會在夏天或秋天初生1-5隻蛋。

## 保育狀況
埃及陸龜曾分佈在埃及及利比亞，但在埃及的棲息地已完全被破壞，牠們已從當地滅絕。在利比亞仍有兩個群落，但沿岸的棲息地亦因人類活動而遭破壞。失去棲息地及非法捕捉作為寵物都是牠們的威脅。牠們亦被獵殺作為藥物。
世界自然保護聯盟將埃及陸龜列為極危。

## 外部連結
- ARKive
- 布里斯托動物園
- 羅馬動物園